# Gieorgij Tajłow
Gieorgij Iwanowicz Tajłow, ros. Георгий Иванович Тайлов (ur. 13 listopada 1914 w Rydze, zm. 8 maja 2014 w Ogre) – rosyjski duchowny prawosławny, publicysta i pisarz religijny.
Urodził się jako Gieorgij Iwanowicz Aleksiejew. Kiedy zmarł jego ojciec, zmienił nazwisko na Tajłow. W 1915 r. matka zamieszkała w Moskwie, zaś w 1921 r. powróciła do Rygi w granicach niepodległej Łotwy. Gieorgij I. Tajłow ukończył tam rosyjskie gimnazjum im. Łomonosowa. Następnie przez 2 lata studiował filologię na ryskim uniwersytecie. W 1937 r. ukończył miejscowe seminarium duchowne, po czym został wyświęcony na duchownego. Był kapłanem w cerkwi św. Mikołaja w Windawie. Jednocześnie uczył religii w miejscowych szkołach. Był też członkiem komitetu ds. zabezpieczenia socjalnego dzieci bezrobotnych rodziców zarządu miejskiego. Pisał artykuły do pisma "Wiera i Żyzń". Od 1940 r. posługiwał w cerkwi św. Sergiusza z Radoneża we wsi Ugała. Po ataku wojsk niemieckich na ZSRR 22 czerwca 1941 r., służył na okupowanych terenach północno-zachodniej Rosji w ramach Pskowskiej Misji Prawosławnej. Od jesieni 1941 r. posługiwał w cerkwiach ujazdu ostrowskiego. W 1942 r. został odznaczony orderem misji. W kwietniu 1943 r. stanął na czele dekanatu opoczecko-noworżewskiego. Jednocześnie był zastępcą dziekana dekanatu ostrowskiego. W czerwcu tego roku objął nadzór nad dekanatem puszkinogorskim (swiatogorskim). W lutym 1944 r. przybył na okupowaną Łotwę, gdzie objął funkcję psalmisty w cerkwi we wsi Korowsk. Po wyzwoleniu przez Armię Czerwoną został 30 października tego roku aresztowany przez NKWD. Po procesie skazano go na karę 20 lat łagrów. Początkowo odbywał ją w rejonie Irkucka, a następnie w Kazachstanie. W grudniu 1955 r. w wyniku amnestii wyszedł na wolność, po czym powrócił na Łotwę. Od 1956 r. posługiwał w cerkwi św. Jana Chrzciciela w Gałgausku. W 1957 r. został protojerejem. Służył w różnych cerkwiach Rygi. Od 1980 r. pełnił posługę duchową w żeńskim monasterze Trójcy Świętej i św. Sergiusza w Rydze. W 1992 r. objął probostwo cerkwi św. Mikołaja Cudotwórcy w łotewskim Ogre.